# Прапор Волі (Самбірський район)
Прапор Волі (Старосамбірський район) — один з офіційних символів села Воля, Самбірського району Львівської області.

## Історія
Прапор затвердила VI сесія  Волянської сільської ради 3-го скликання рішенням від 24 червня 1999 року.
Автор — Андрій Гречило.

## Опис
Квадратне полотнище, розділене вертикально посередині ялиногілкоподібно на зелене поле від древка та біле з вільного краю, у верхньому куті від древка жовта 8-променева зірка.

## Зміст
Прапор побудований на основі символіки герба поселення. Ділення та колористика полотнища вказує на розташування села серед лісів. Зірка є символом мети, волі, прагнення й уособлює назву поселення.
Квадратна форма полотнища відповідає усталеним вимогам для муніципальних прапорів (прапорів міст, селищ і сіл).